# Rio Vipava
O rio Vipava em Vipava, fluindo sob a ponte Tabor
O rio Vipava (em esloveno:  Vipava, em italiano:  Vipacco, em alemão:  Wipbach/Wippach) é um rio que corre do oeste da Eslovênia ao nordeste da Itália. O rio tem 49 km de comprimento.
Depois de entrar na Itália, ele junta-se ao rio Soča (em italiano Isonzo) na comuna de Savogna d'Isonzo. É um raro caso de rio com fontes em delta, formado por cinco correntes principais. Nasce no monte São Lourenço (1019 m)  e depois de 36 km entra em território italiano e desagua no rio Soča (afluente de esquerda), depois de ter atravessado o Carso.
A batalha do rio Frígido foi travada próximo a este rio, que foi denominado Frigidus (frio em latim) pelos romanos.